# Melón (parroquia)
Melón (llamada oficialmente Santa María de Melón) es una parroquia y un lugar del municipio español de Melón, en la provincia de Orense, Galicia.

## Organización territorial
La parroquia está formada por catorce entidades de población:
- Cima de Vila
- Cortella (A Cortella)[9]
- Coruxal (O Coruxal)
- Costadocuco (A Costa do Cuco)
- Edreira (A Edreira)(A Hedreira)
- Fontesanta (A Fonte Santa)
- Melón
- Mestas (As Mestas)
- Penavaqueira
- Ponte (A Ponte)
- Retiro (O Retiro)
- Seoane
- Tourón
- Valmourisco

## Demografía

### Parroquia
| Gráfica de evolución demográfica de Melón (parroquia) entre 2000 y 2022 |
|                                                                         |
| Datos según el nomenclátor publicado por el INE.                        |

### Lugar
| Gráfica de evolución demográfica de Melón (lugar) entre 2000 y 2022 |
|                                                                     |
| Datos según el nomenclátor publicado por el INE.                    |